# Чулла
Чулла — деревня в Тетюшском районе Татарстана. Входит в состав Большетурминского сельского поселения.

## География
Находится в юго-западной части Татарстана на расстоянии приблизительно 19 км на северо-запад по прямой от районного центра города Тетюши.

## История
Основана во второй половине XVIII века.

## Население
Постоянных жителей насчитывалось в 1859 — 252, в 1897 — 557, в 1908 — 577, в 1920 — 583, в 1926 — 406, в 1938 — 394, в 1949 — 283, в 1958 — 232, в 1970 — 146, в 1979 — 97, в 1989 — 60. Постоянное население составляло 29 человек (русские 93 %) в 2002 году, 25 — в 2010.